# 鋪地百里香
鋪地百里香（學名：Thymus serpyllum），也称铺地香、匍匐百里香、野百里香（英語：wild thyme），是百里香屬下的一个种，主要生长在欧洲和北非。它的植株很小，通常为2厘米高的小灌木，带有10厘米长的匍匐茎。叶子为椭圆形常绿叶，长为3-8毫米。花带有浓郁香味，为淡紫色、粉紫色、洋紫色或淡白色，4-6毫米长，簇生。其香味因植株不同而有浓淡之分，从浓重的草药味到淡淡柠檬味都有。

## 亚种[2]
- 铺地百里香
- 北欧百里香

## 使用

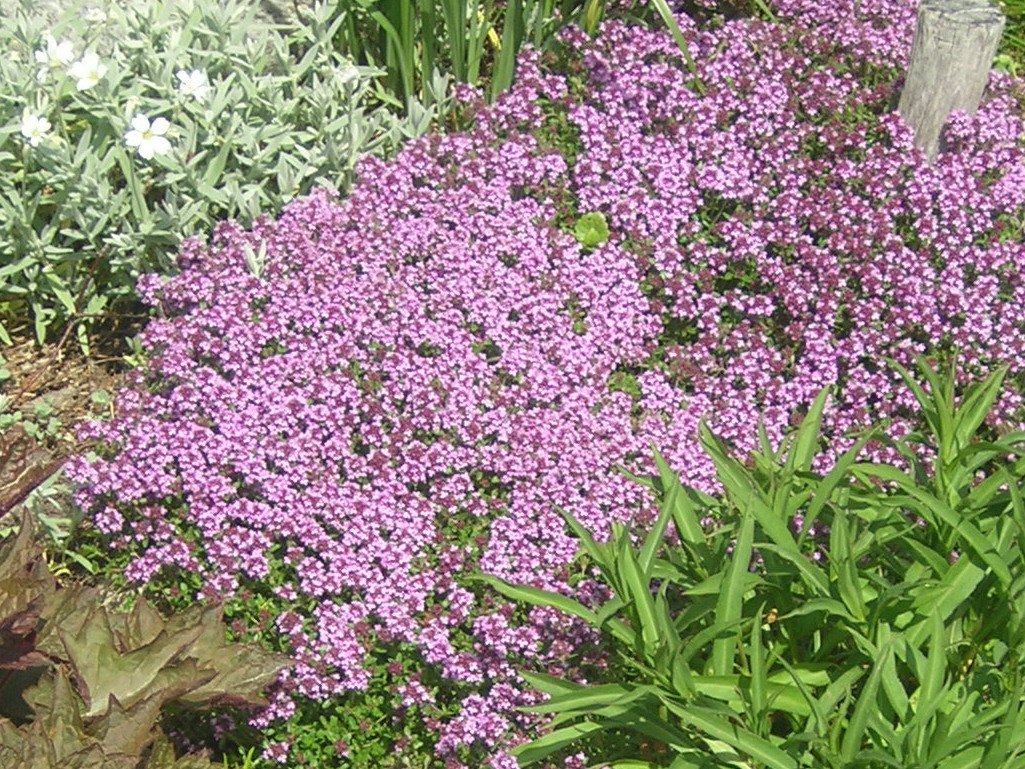
俄羅斯的鋪地百里香

通过蒸馏可以获得很多百里香油，其可以用作草药中的春药，也可以用作治疗咳嗽。但其草有微量毒。
它也可以用作一些肉食烹饪中的调料（通常用作炖牛肉）、沙拉或者一些蔬菜烹饪（比如西葫芦和茄子）。在欧洲和美国，其干燥叶子也通常制作成茶饮。
它也是一种重要的花蜜材料，可以用来养殖蜂和大蓝蝶。几乎所有的百里香属都是花蜜材料，但是鋪地百里香生长范围遍及欧洲南部的干燥、岩石性土壤。克罗地亚、马其顿、希腊、北非、马耳他、美国东北部的波克夏山、卡茨基尔山、新西兰都因为野生百里香蜜而著名。